# Der Staranwalt von Manhattan
Der Staranwalt von Manhattan ist ein US-amerikanisches Filmdrama aus dem Jahr 1933 von William Wyler mit John Barrymore in der Titelrolle sowie Bebe Daniels und Doris Kenyon in weiteren Hauptrollen. Der Pre-Code-Film wurde von Universal Pictures produziert und basiert auf dem 1932 uraufgeführten Bühnenstück Counsellor-at-Law von Elmer Rice.

## Handlung
Der jüdische Anwalt George Simon ist Teilhaber der Kanzlei Simon and Tedesco. Simon, der aus ärmlichen Verhältnissen stammt, hat sich hochgearbeitet und ist sehr erfolgreich. Harry, der Sohn von Sarah Becker, ist ein junger Kommunist, der von der Polizei misshandelt wurde. Simon kann ihn auf Kaution freibekommen. Seinen Ruf als Staranwalt hat er mit spektakulären Fällen erworben, wie z. B. der Mordprozess gegen Zedorah Chapman oder die Klage auf Vertragsbruch gegen die verführerische Lillian La Rue.
Unterstützt wird Simon von seiner Sekretärin Rexy Gordon, die heimlich in ihn verliebt ist. Simons Frau Cora bringt seine Bekanntheit in Verlegenheit, zudem macht ihr seine Herkunft zu schaffen. Sie bittet ihn, einen lukrativen Fall gegen einen ihrer Freunde abzulehnen. Zwar willigt Simon ein, doch sein Kollege Francis Baird droht, seine Anwaltslizenz entziehen zu lassen. Baird hat herausbekommen, dass Simon vor Jahren seinem alten Freund Johan Breitstein ein falsches Alibi verschafft hat. Um seine Karriere zu retten, sagt er eine geplante Europareise mit Cora ab. Charlie McFadden, Simons Ermittler, sucht nach Hinweisen, die gegen Baird genutzt werden können. Simon wird missmutig, weil er glaubt, alles zu verlieren. Die Nachricht von Harrys Tod, der an seinen Verletzungen gestorben ist, macht ihn depressiv.
Charlie findet heraus, dass Baird ein Doppelleben führt. In Pennsylvania hat er eine Freundin und mit ihr ein Kind. Tatsächlich kann Simon Baird mit dieser Information zum Schweigen bringen. Voller Freude telegrafiert er an Cora, sie solle das Schiff verlassen und auf ihn warten. Als Cora sich weigert, vermutet er, dass seine Frau eine Affäre hat. Er versucht, seinen Bekannten Roy Darwin zu kontaktieren, der jedoch das gleiche Schiff wie Cora gebucht hat. Deprimiert sitzt Simon alleine in seinem Büro und beschließt, Selbstmord zu begehen. Als er sich aus dem Fenster in den Tod stürzen will, kommt Rexy ins Büro. Ihr Schreckensschrei stoppt ihn. Der Anruf, der ihm einen weiteren spektakulären Fall einbringt, weckt seine Lebensgeister. Er küsst Rexy unerwartet und wendet sich mit ihr dem neuen Fall zu.

## Hintergrund
Gedreht wurde der Film bis zum 21. Oktober 1933 in den Universal-Studios in Universal City.
Paul Muni, der die Hauptrolle in dem Bühnenstück spielte, lehnte das Rollenangebot für die Filmadaption ab.
Der später als Regisseur bekannt gewordene Vincent Sherman arbeitete hier erstmals bei einer Filmproduktion mit. Sherman trat in Chicago in dem Bühnenstück auf.
Für sein Engagement erhielt John Barrymore eine Gage von 25.000 Dollar pro Woche (2023: 590.000 Dollar).
Charles D. Hall oblag die künstlerische Leitung. Ray Moyer war für das Szenenbild zuständig. Verantwortlicher Toningenieur war Gilbert Kurland.
Neben Vincent Sherman gab auch Barbara Perry ihr Filmdebüt. Richard Quine erhielt erstmals einen Filmcredit.

## Synchronisation
Die deutsche Synchronfassung entstand 1984 im Auftrag der Interopa Film.
| Rolle            | Schauspieler        | Deutscher Synchronsprecher |
| ---------------- | ------------------- | -------------------------- |
| George Simon     | John Barrymore      | Holger Hagen               |
| Rexy Gordon      | Bebe Daniels        | Gisela Fritsch             |
| Cora Simon       | Doris Kenyon        | Almut Eggert               |
| Bessie Green     | Isabel Jewell       | Dagmar Biener              |
| Roy Darwin       | Melvyn Douglas      | Rolf Schult                |
| John Tedesco     | Onslow Stevens      | Lothar Blumhagen           |
| Lillian La Rue   | Thelma Todd         | Marianne Groß              |
| Charlie McFadden | John Hammond Dailey | Friedrich W. Bauschulte    |
| Henry Susskind   | Robert Gordon       | Stefan Krause              |
| Sarah Becker     | Malka Kornstein     | Inge Wolffberg             |
| Harry Becker     | Vincent Sherman     | Wolfgang Condrus           |
| Goldie Rindskopf | Angela Jacobs       | Christel Merian            |

## Veröffentlichung
Die Premiere des Films fand am 17. November 1933 in Los Angeles statt. In der Bundesrepublik Deutschland wurde er am 26. September 1984 im deutschen Fernsehen ausgestrahlt.

## Kritiken
Der Filmkritiken-Aggregator Rotten Tomatoes hat in einer Auswertung von 13 Kritiken eine Zustimmungsrate von 100 Prozent errechnet. Das Publikumsergebnis hat sich bei 79 Prozent positiver Bewertungen eingependelt.
Mordaunt Hall von der The New York Times fand die Adaption prägnant und fesselnd. Er strahle eine herzhafte Energie aus, die Szenen seien so komplett, dass es scheine, dass keine Szene auch nur einen Minutenbruchteil zu lang sei.
Die Variety befand, die Leinwandadaption des Bühnenstücks behalte genug der natürlichen dramatischen Energie bei. Mit vollem Verständnis für day Thema inszeniert, auch in den kleinen aber wichtigen Nebenrollen fachmännisch besetzt und im Gesamten gut produziert, sei der Film beeindruckend.
Meyer Levin schrieb im Männermagazin Esquire, in der Flut der Anwaltfilme sei dieser der Beste. Zwar passe John Barrymore nicht so gut in die Rolle wie Paul Muni, doch die Kunstfertigkeit des Autors Rice trage den Film.
Ähnlich äußerte sich Helen Brown Norden im Magazin Vanity Fair. Auch für sie falle Barrymore gegenüber Muni ab. Der Film führe eine erfrischende proletarische Note ein und sei gut von Wyler inszeniert.
Ken Hanke schrieb im Mountain XPress, John Barrymore liefere eine seiner besten Leistungen. Für Barrymore und Regisseur Wyler sei der Film, der einerseits sarkastisch lustig, andererseits herzzerreißend tragisch sei, ein voller Triumph.